# Emili Armengol
Emili Armengol i Gall (Tarrasa, 7 de mayo de 1911-Barcelona, 17 de julio de 1976). Fue joyero, orfebre y pintor catalán, padre del escultor Emili Armengol i Abril. Cursó sus estudios artísticos en la Escuela de Artes y Oficios de Tarrasa. Socio Numerario del Círculo Artístico de San Lucas desde 1931, y del Círculo Artístico; socio fundador de la Escuela Massana de Barcelona. Fue también socio fundador de los Amigos de las Artes de Terrasa (1934). Fue miembro del Centro Excursionista de Cataluña.

## Trayectoria
En 1931, a los 20 años, realizó su primera exposición en Tarrasa en la Sala Pere Sabater (1929) y en el 1931 en la Galería Badrinas entre el 17 y el 21 de noviembre. Joan Merli organizó una exposición colectiva en 1932 en la que fue invitado a participar junto con Opisso, Prim, Rebull, Bosch-Roger, Gau Sala, F. Vidal Gomà, Carme Cortés y Villa. Durante la guerra civil española trabajó en Argentina, donde decoró los murales del casino de Mar del Plata y realizó exposiciones individuales en Buenos Aires y Montevideo. Participó en colectivas y certámenes en Barcelona, Madrid y París. En el 1940 y 1942 expuso en la galería Syra de Barcelona, y a partir del 1944 expuso en la Pinacoteca, sala en la que cada dos años presentaba una exposición individual.
En los años 60 realiza las ilustraciones para un libro de poesías de Toni Turull, con una tirada limitada a 150 ejemplares, firmados todos por el presentador, Joan Oliver (Pere Quart), el poeta Toni Turull y el ilustrador, Emili Armengol. El libro fue editado por Francesc Casamajó. 
Sus cuadros aparecen en "La Costa Brava vista pels seus millors pintors" y "Tossa, París, Berlín". Tiene obra suya en el Museo Municipal de Tosa de Mar (Gerona). Allí conoció y se relacionó con artistas como Rafael Benet,

## Orfebre
Como joyero y orfebre, a lo largo de 30 años, diseñó todo tipo de joyas y piezas de orfebrería, con un estilo muy personal, vinculado en sus inicios al estilo art-decó y más adelante con formas orgánicas. Su obra se reseña en "80 años de Orfebrería Española" y otros catálogos de orfebrería. Su participación en el FAD (Foment de les Arts Decoratives), entidad fundada en 1903, queda registrada en su diseño de la copa con la que el presidente brindó en el 1955. Desde 1916, se encargaba a alguno de los miembros del FAD el diseño de una copa para celebrar la reunión anual de la entidad. El encargo a Emili Armengol es el testimonio de su reconocimiento a su valor como orfebre (Boletín del FAD año 1, nº 2 1955, pág. 51-53).
Algunas de sus obras las realizó en colaboración con otros artistas, como Manolo Hugué y Jaume Mercadé, que había sido su maestro en el campo de la orfebrería. Algunas de estas joyas, como Colgante y broche: Cabeza de mujer, se pueden ver actualmente en el Museo Nacional de Arte de Cataluña.